# Papa Pascoal I
Papa Pascoal I (Roma, 775 - Roma, 11 de fevereiro de 824)  foi eleito o 98º Papa em 25 de janeiro de 817 e exerceu o cargo até sua morte.
Recém-eleito, recebeu como presente do filho de Carlos Magno, Ludovico II, o Pio (também chamado Luís o Piedoso), a Córsega e a Sardenha e a confirmação das doações feitas ao papado nas décadas precedentes (Roma, Túscia, Perúgia, Campânia, Tívoli, Exarcado de Ravena, Pentápole, Sabina) e se estabeleciam os limites do Estado da Igreja, dentro do qual era concedida plena soberania ao pontífice. Em 823, coroou o filho de Ludovico, Lotário, como imperador. Durante seu pontificado, ressurgiu em Constantinopla a heresia iconoclasta. Recebeu os monges e padres expulsos pelo arcebispo da cidade, que era herege, e colocou-os em mosteiros de Roma. 
Realizou a trasladação de muitas relíquias dos mártires para igrejas. Ajudou os cristãos da Palestina e Espanha contra os sarracenos. É venerado e reconhecido Santo pela Igreja Católica.